# 丸茂圭衣
丸茂 圭衣（まるも けい、1992年3月6日 - ）は、日本のアーティスティックスイミング選手。大阪府立千里青雲高等学校、関西外国語大学卒業。

## 経歴
小学校4年生のときにシンクロナイズドスイミング（当時）を始めた。関西外国語大学卒業後、JOCの仲介による就職支援ナビゲーションシステム「アスナビ」により
三菱電機に所属し、井村シンクロクラブにて競技生活を送っている。
2014年アジア大会で日本代表入りし、2016年リオデジャネイロオリンピックでチームで銅メダルを獲得。

## 主な戦績
- 2016年リオデジャネイロオリンピック　チーム3位